# .308ウィンチェスター
.308ウィンチェスター（英: .308 Winchester）はリムレス、ボトルネック型のライフル実包で、 7.62x51mm NATO弾の由来となった商用実包である。NATO が 7.62×51mm NATO T65 を採用する2年前の1952年に、ウィンチェスターは.308ウィンチェスターと称した実包を民間の狩猟市場に向けて発表した。その後、ウィンチェスターのモデル70とモデル88がこの新しい実包に対応した。それ以降.308ウィンチェスターは世界中で最も普及したショート・アクションのビッグゲーム・ハンティング用実包となっている。またこの実包は一般的に民間の狩猟、標的射撃、 メタリック・シルエット射撃、ベンチレスト射撃、パルマ、メタル・マッチ、軍のスナイピング、警察の狙撃にも使用されている。.308ウィンチェスターの薬莢は比較的短いためショート・アクションのライフルに特に適している。また、組織内で拡張、転倒あるいは粉砕する弾頭の装着によって、終末弾道において高い性能を達成することができる。
.308ウィンチェスターは軍用の 7.62x51mm NATO弾の仕様と非常によく似ているが同一のものではなく、7.62×51mm NATO または.308ウィンチェスターの銃でこれらの実包を混合して使用する際には特に考慮することが存在する場合もある。しかしながら、SAAMI（Sporting Arms and Ammunition Manufacturers Institute）はこれらの交換を安全だとしている。

## 寸法
.308ウィンチェスターの薬莢容量は 3.64 mL (56.0 gr) である。薬莢の外形は過酷な条件下でボルトアクション方式ライフルと機関銃において、確実に装填と排莢を行えるように設計されている。

.308ウィンチェスターの最大 C.I.P. 薬莢寸法。（寸法はミリメートルおよびインチ）
アメリカ合衆国ではショルダー角を alpha/2 = 20°と定めている。この薬莢ではライフリングのツイストは 305 mm (1:12 in)の4条で、山径 7.62 mm、谷径 7.82 mm、ランド幅 4.47 mm、 雷管の種類はラージ・ライフルのものが最も一般的である。
C.I.P. (Commission Internationale Permanente pour l'Epreuve des Armes à Feu Portatives) の公式の規定によると、.308ウィンチェスターは最大 Pmax = 415.00 MPa (60,191 psi) のピエゾ圧力に耐えられる。C.I.P. 規制下の国においては、すべてのライフル実包は消費者に販売するためにはこの最大 C.I.P. 圧力の125%で負荷試験をする必要がある。これは C.I.P. 規制のある国における.308ウィンチェスターの銃は、現在 (2008年) PE = 519.00 MPa (75,275 psi) のピエゾ圧力の負荷試験を受けていることを意味している。
北アメリカの SAAMI の.308ウィンチェスターに対する最大圧力は 430 MPa (62,000 psi) である.。

## 用途と性能
.308ウィンチェスターはアメリカにおいて、あるいは世界においても最も普及している狩猟用実包のひとつである。中～大型の獲物用の非常に優れた実包として多くの国々で支持を受けている。北アメリカにおいてはオジロジカやプロングホーンだけでなく往々にしてトナカイやアメリカグマに対しても広く使用されている。
アメリカの銃ライター Clay Harvey はヘラジカとワピチに最適だと述べている。スウェーデンで狩猟の経験のある Layne Simpson は、そこで多くのハンターがこの実包を使っていることに驚いたという。ノルマの役員は Craig Boddington に.308はノルマのベストセラー口径のひとつだと話した。
アフリカでは .308 Win は ブッシュフェルト のハンター間では最も人気のある口径のひとつで、小型から大型のレイヨウ類まであらゆるものに使用されている。ハイドロスタティック・ショック理論の支持者たちは.308ウィンチェスターが急速に広がる弾頭が高いネルギー伝達率をもたらす際に、ハイドロスタティック・ショックを生きた標的に伝えるための十分なエネルギーがあると強く主張する。
.308ウィンチェスターが従来どおり最も普及している実包である一方、メタリック・シルエット射撃においては7mm-08レミントン、.260レミントンあるいは6.5mmクリードモアといったような十分な射程エネルギーを持った軽リコイルのものの開発も一般的になってきている。
PALMA 射撃はフルボア標的射撃の派生で、7.62mm NATO (.308ウィンチェスター) 口径のボルトア・クション式ライフルで、155グレーンのマッチ・グレード弾頭を使用し、マイクロ・ピープ・サイトで1000ヤードまでの標的を標的を狙う。
F-クラスはフルボア標的射撃の派生で、光学望遠照準器と例えばバイポッドやバッグのような前後のシューティング・レストを使用することができる。競技は300から1200メートル（あるいはヤード）の距離で行われ、標的は従来の PALMA 射撃で使用されているものの半分である。装具によって競技者はオープンあるいはスタンダードのうちどちらかのクラスに参加できる。制限付きのクラスの F-TR ("Target"、スタンダード・クラス) ではスコープ、バイポッド、バックパック、リア・バッグ（フロント・レストなし）は許可されているが、ライフルの口径は.223レミントンか.308ウィンチェスターでなければならない。さらに、光学機器を含めて 8.25 kg (18.15 lb) という重量制限がある。
.308ウィンチェスターはそのほとんどの重量の弾頭において若干遅い (約 100 ft/s (30 m/s)) 銃口速度のため、.30-06スプリングフィールドよりも長距離でのドロップがわずかに大きい。.300ウィンチェスター・マグナムのような銃口速度が著しく速い実包は長距離でのドロップが大幅に小さくなるがリコイルが大きくなる。

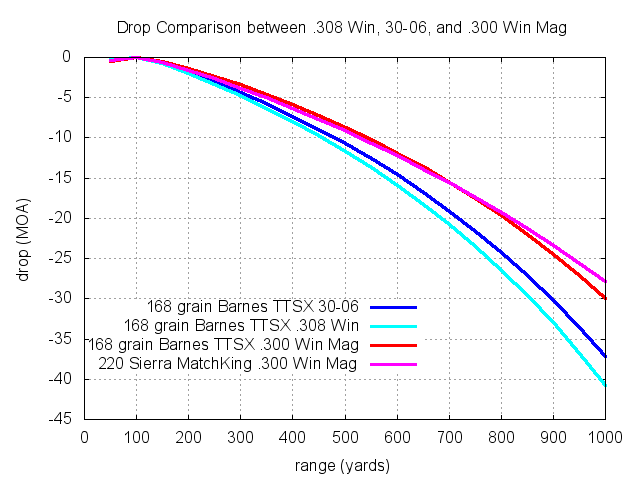
.308ウィンチェスター、.30-06スプリングフィールド、.300ウィンチェスター・マグナムの弾道の比較
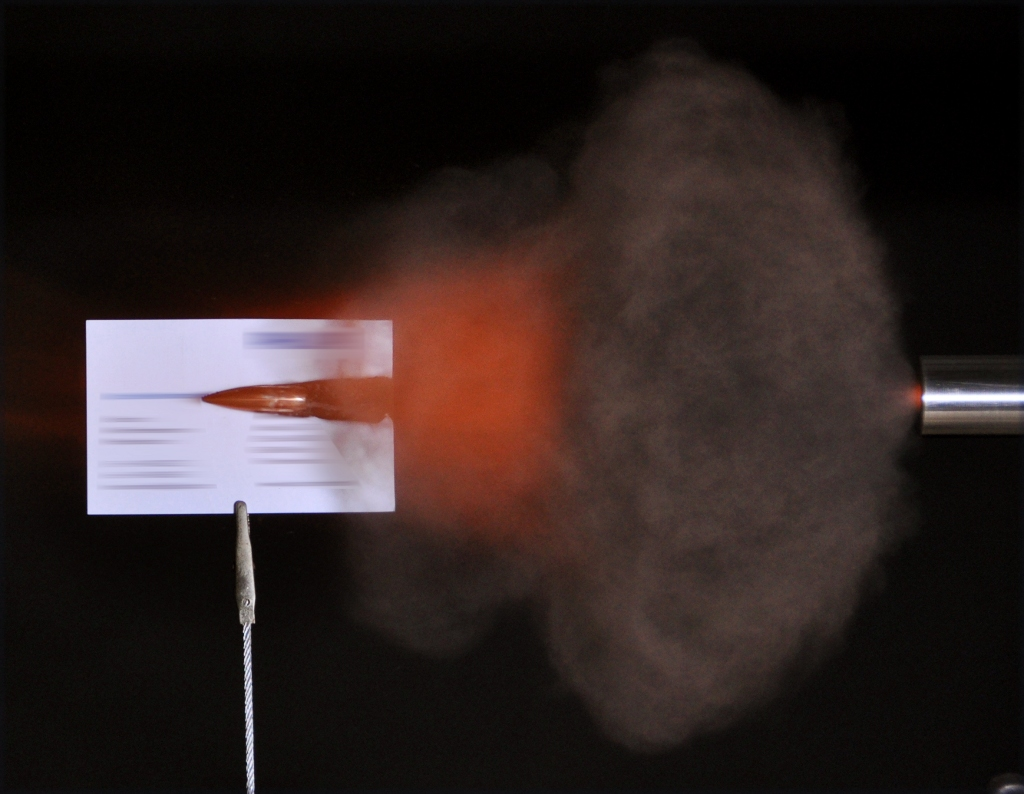
en:air-gap flash が写った.308ウィンチェスターの150グレーン FMJ 弾頭ウルトラハイスピードカメラ写真
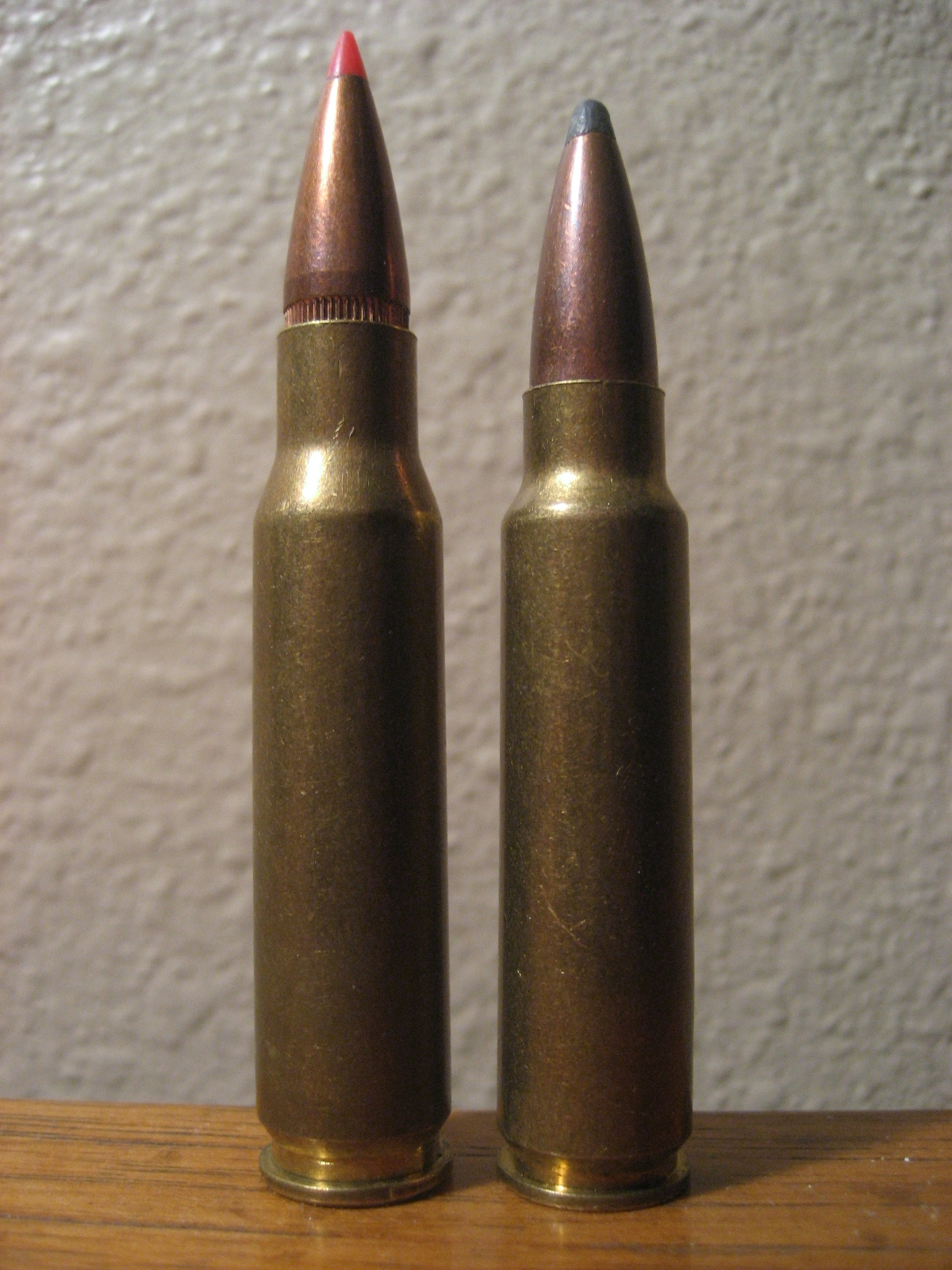
.308ウィンチェスター（左）とその前身.300サベージ（右）とを並べた比較

## 親薬莢として

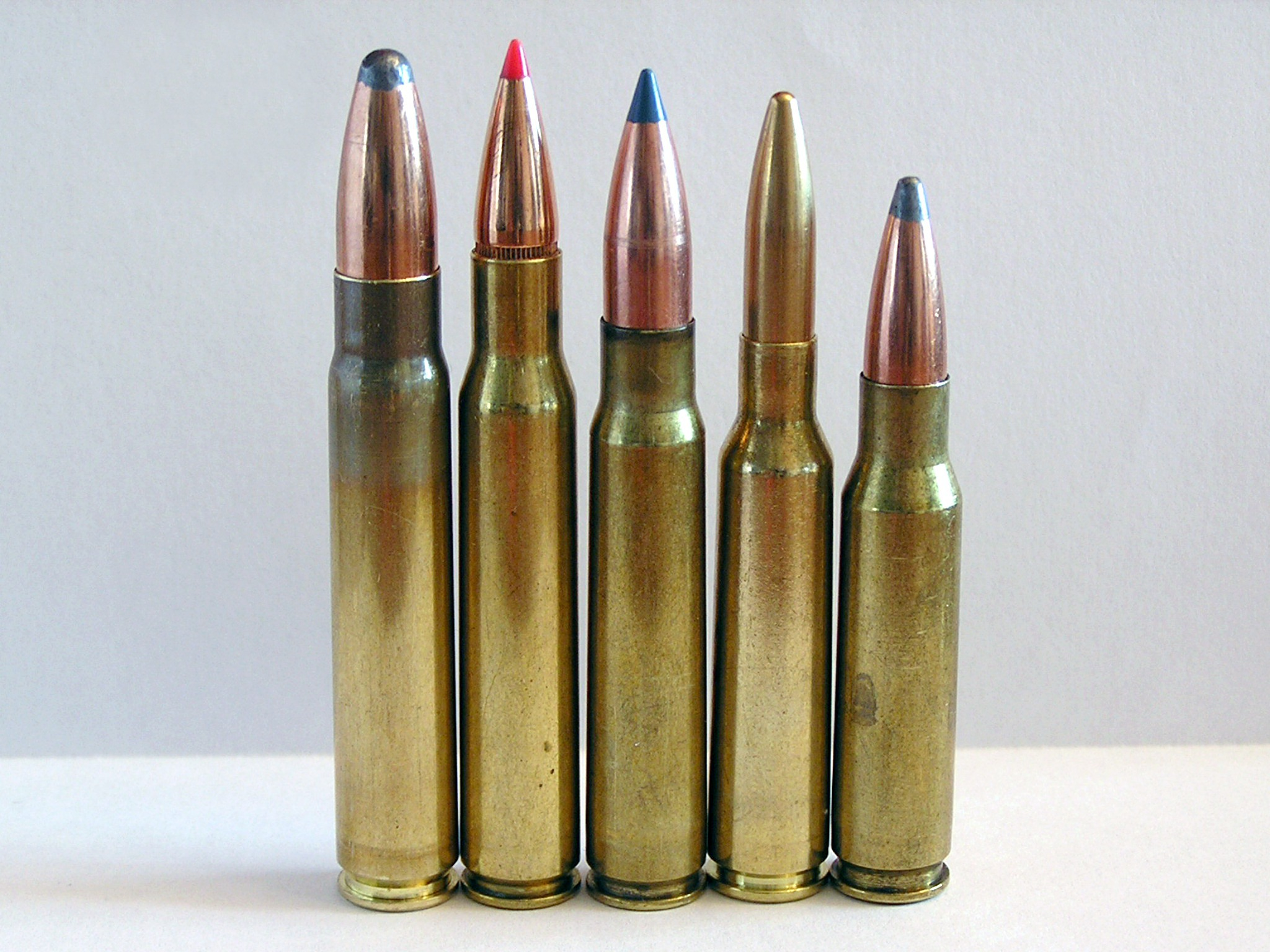
左から右に 9.3×62mm、.30-06スプリングフィールド、7.92x57mmモーゼル弾、6.5×55mm および.308ウィンチェスター実包。7.62×51mm NATO (写真になし) は .308ウィンチェスターと外見が似ている。

.308ウィンチェスターを親薬莢としてさらに複数の実包が開発されており、いくつかは特に北米において狩猟用として普及してきている。.243ウィンチェスター、.260レミントン (別名 6.5-08 A-Square)、7 mm-08レミントン、.338フェデラル、 .358ウィンチェスター (別名 8.8×51mm) がこれにあたる。
1980年、ウィンチェスター・モデル94 XTR Angle Eject 用として、.308ウィンチェスターをベースとした.307ウィンチェスターと.356ウィンチェスターが発表された。2014年、AR-10 用の大口径実包を確保するために.308ウィンチェスターと.460 S&W マグナムを組み合わせたリムレスの45ラプターが発表された。
.308ウィンチェスターの系統（円の大きさはリコイルに比例）
- ゲーム・クラス 対 6インチの最大直線弾道距離
- 断面密度 対 弾道係数

- .243ウィンチェスター
- .260レミントン
- 7mm-08レミントン
- 7.62x51mm NATO弾
- .338フェデラル
- .358ウィンチェスター
- 45ラプター